# Tat'janin den'
Tat'janin den' (Татьянин день) è un film del 1967 diretto da Isidor Markovič Annenskij.